# Zygmunt Skoczek
Zygmunt Antoni Skoczek ps. „Placyd”, „Kijaszek”,  „Eski” (ur. 10 lutego 1908 w Warszawie, zm. 21 kwietnia 1987 tamże) – kapitan służby sądowej Wojska Polskiego II RP, podpułkownik Służby Sprawiedliwości ludowego Wojska Polskiego, adwokat.

## Życiorys
Urodził się 10 lutego 1908 w Warszawie. Był synem urzędnika wojskowego.
W 1930 został absolwentem studiów prawniczych na Wydziale Prawa Uniwersytetu Warszawskiego. Został przyjęty do Wojska Polskiego. Jako podporucznik rezerwy ze starszeństwem z dniem 20 października 1931 został powołany do służby czynnej w Wojskowym Sądzie Okręgowym Nr I w Warszawie na przełomie 1931/1932. W połowie lat 30. w stopniu porucznika był asystentem w Wojskowej Prokuraturze Okręgowej w Warszawie. Od 1936 do 1938 był sędzią śledczym w WSO nr VI we Lwowie, od 1937 w stopniu kapitana. W 1938 jako kapitan audytor został mianowany sędzią Wojskowego Sądu Rejonowego w Jarosławiu.
Po wybuchu II wojny światowej i agresji ZSRR na Polskę uniknął aresztowania ze strony sowietów, po czym przebywał w Warszawie, a od 1941 do 1944 w Kosinie. Od 1941 był członkiem Polskiej Organizacji Powstańczej, w strukturach której dowodził plutonem łączności. Podczas konspiracji wojennej używał pseudonimów „Placyd”, „Kijaszek”, „Eski”. Wiosną 1944 opuścił Warszawę, zaś latem tego roku, po przekroczeniu frontu wstąpił do ludowego Wojska Polskiego i został oficerem Służby Sprawiedliwości. W 1946 był w stopniu podpułkownika. Sprawował stanowiska szefa Wojskowego Sądu Okręgowego w Lublinie, sędziego Najwyższego Sądu Wojskowego, od 1946 do 1950 zastępcy szefa Departamentu Służby Sprawiedliwości Ministerstwa Obrony Narodowej. Figuruje jako członek składów orzeczniczych wydających wyroki określone później jako zbrodnie sądowe. Był adwokatem wojskowym i pełnił funkcję obrońcy w procesach prowadzonych przed sądami wojskowymi.
Jako były oficer LWP przeszedł do pracy adwokackiej. W 1950 został wpisany na listę adwokatów Izby Adwokackiej w Warszawie. Od sierpnia 1952 pracował w Zespole Adwokackim nr 1 w Warszawie, później w Zespole Adwokackim nr 6. W 1959 zasiadł we władzach Naczelnej Rady Adwokackiej. W tym gremium był rzecznikiem dyscyplinarnym. Od 1964 do 1970 był dziekanem Okręgowej Rady Adwokackiej w Warszawie. Od 1970 pełnił funkcję przewodniczącego Komisji Rewizyjnej Izby Adwokackiej w Warszawie. Publikował w czasopiśmie branżowym „Palestra”. Od połowy 1975 do śmierci w 1987 był redaktorem naczelnym „Palestry”, będąc najdłużej sprawującym to stanowisko w okresie PRL
Zmarł 21 kwietnia 1987. Został pochowany na Cmentarzu Wojskowym na Powązkach w Warszawie (kwatera C4-5-7).

## Odznaczenia
- Krzyż Oficerski Orderu Odrodzenia Polski (1946, za bohaterskie czyny i dzielne zachowanie się w walce z niemieckim najeźdźcą, oraz za sumienne wypełnianie obowiązków służbowych)[16].